# Spinotarsus bandirensis
Spinotarsus bandirensis är en mångfotingart som beskrevs av Kraus 1958. Spinotarsus bandirensis ingår i släktet Spinotarsus och familjen Odontopygidae. Inga underarter finns listade i Catalogue of Life.